# Progreso (Panama)
Progreso è un comune (corregimiento) della Repubblica di Panama situato nel distretto di Barú, provincia di Chiriquí. Si estende su una superficie di 55,6 km² e conta una popolazione di 11.402 abitanti (censimento 2010).